# Aubrey, Texas
Aubrey là một thành phố thuộc quận Denton, tiểu bang Texas, Hoa Kỳ. Năm 2010, dân số của xã này là 2595 người.

## Dân số
- Dân số năm 2000: 1500 người.
- Dân số năm 2010: 2595 người.